# El Sabinito Quemado
El Sabinito Quemado är en ort i Mexiko.   Den ligger i kommunen Tamasopo och delstaten San Luis Potosí, i den centrala delen av landet, 260 km norr om huvudstaden Mexico City. El Sabinito Quemado ligger 1 063 meter över havet och antalet invånare är 270.
Terrängen runt El Sabinito Quemado är kuperad, och sluttar söderut. Runt El Sabinito Quemado är det ganska glesbefolkat, med 21 invånare per kvadratkilometer. Närmaste större samhälle är Rayón, 16,7 km väster om El Sabinito Quemado. I omgivningarna runt El Sabinito Quemado växer huvudsakligen savannskog.